# موريس جاي باور
موريس جاي باور (بالإنجليزية: Maurice J. Power)‏ هو نحات أمريكي، ولد في 1836 في Rosscarbery ‏ في جمهورية أيرلندا، وتوفي في سبتمبر 1902 في نيويورك في الولايات المتحدة.